# Melanchthonhaus (Jena)

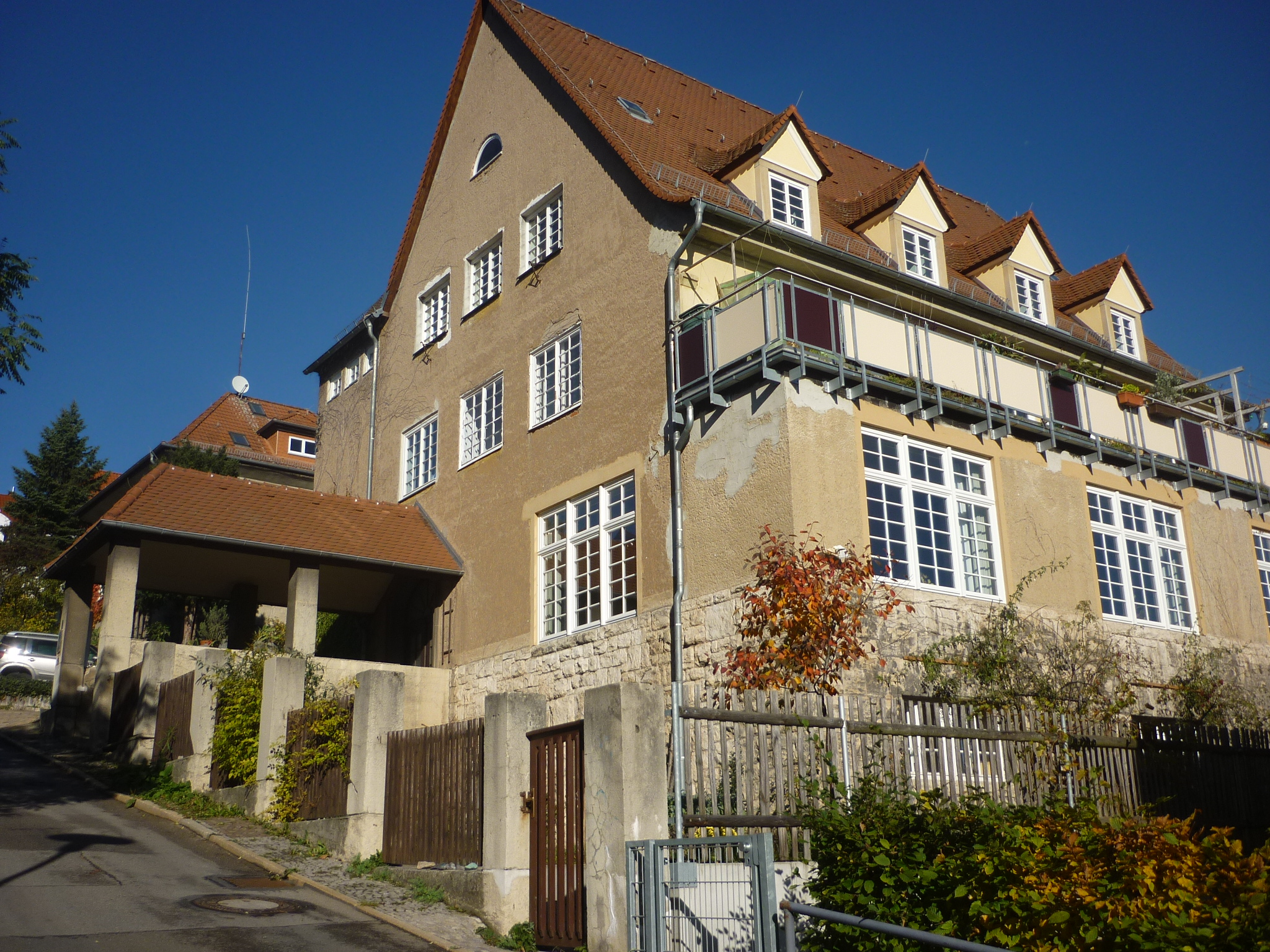
Melanchthonhaus in Jena

Das Melanchthonhaus in Jena gehört zur Evangelisch-Lutherischen Kirchengemeinde Jena im Kirchenkreis Jena. Das Gebäude befindet sich in der Hornstraße 4 in der Nähe des Westbahnhofs.

## Geschichte
Das Gebäude wurde 1928 mit architektonischen Elementen des Bauhauses erbaut und 1929 eröffnet. Es wurde nach dem Theologen und Reformator Philipp Melanchthon (1497–1560) benannt. Für die Baukosten von 159.800 Reichsmark (RM) trugen die Sparkasse 60.000 RM und die Firma Carl Zeiss 12.500 RM bei.
Die Lage am Hang des Hornbergs war zwischen dem südlich gelegenen Arbeiterviertel der Jenaer Glaswerke Schott & Genossen, heute Schott AG, und dem nördlich oberhalb gelegenen Villenviertel gewählt, um unterschiedlich geprägte Wohnquartiere zu verbinden. In diesem Spannungsfeld gab es nicht nur Bemühungen um den gesellschaftlichen Zusammenhalt in Zeiten des wirtschaftlichen und politischen Umbruchs, sondern es kam auch zu politischen und kirchenpolitischen Auseinandersetzungen. Während des Neubaus gab es Proteste aus kirchenkritischen Kreisen der Arbeiterschaft und der Freidenker. „Die von Gegnern geäußerte Befürchtung, die vielen im Gemeindebezirk wohnhaften Arbeiter könnten kirchlich vereinnahmt werden, hat sich aber (leider) so nicht erfüllt. Die Gemeinde wurde vorwiegend von Akademikern und Geschäftsleuten geprägt.“
Während der Zeit der Weimarer Republik und des Nationalsozialismus galt das Melanchthonhaus als Versammlungsort der Religiösen Sozialisten bzw. der Bekennenden Kirche. Pfarrer Heinrich Elle (1883–1967), der seit Gründung des Gemeindehauses an diesem die Pfarrstelle innehatte, stand der Bekennenden Kirche nahe.
Unter den Bedingungen der DDR waren Pfarrer und Gemeinden am Melanchthonhaus politischer Staatsmacht ausgesetzt, so auch Gottfried Zollmann, der 1957 die Pfarrstelle von Pfarrer Elle fortführte. Dennoch galt bei ihm wie auch bei seinem Vorgänger und seinen Nachfolgern: „Der Gottesdienst war Mitte aller Gemeindearbeit“. Pfarrer Zollmann war damals auch Kreisjugendpfarrer. Sein Talent, mit Jugendlichen umzugehen und sie für den Glauben zu begeistern, schlug sich in einer lebendigen Jungen Gemeinde nieder.
Eine umfangreiche, fast 3000 Seiten umfassende Stasiakte dokumentiert, dass Gernot Friedrich, der von 1969 bis 1987 der „singende“ Pfarrer am Melanchthonhaus war, von etwa 60 hauptamtlichen und inoffiziellen Mitarbeitern des Ministeriums für Staatssicherheit der DDR observiert wurde, mit dem Ziel der psychischen und physischen Zerstörung des Pfarrers. In der staatlichen Kritik stand vor allem, dass der am Melanchthonhaus tätige Pfarrer Bibeln in die Sowjetunion schmuggelte und christliche Gemeinden in sozialistischen Ländern besuchte.
Nach der Friedlichen Revolution ist das Melanchthonhaus auch Versammlungsort des 1999 gegründeten Jenaer Arbeitskreises „Zukunftsfähige Gesellschaft“, der Wege zur Ökosozialen Marktwirtschaft in Vorträgen und Ausstellungen thematisiert. Ein Schwerpunkt am Melanchthonhaus ist auch die kirchliche Sozialarbeit. So hat Ulrich Placke, Pfarrer am Melanchthonhaus nach 1987, als Diakonie- und Gehörlosenpfarrer gewirkt. Seit mehreren Jahrzehnten unterstützt die Kirchengemeinde am Melanchthonhaus Menschen in Armenien und Georgien.

## Innenausstattung
Der Gottesdienstsaal in der mittleren Etage ist in schlichtem Weiß gehalten und multifunktional eingerichtet. Der Altar ist abbaubar, so dass der Raum auch für außergottesdienstliche Veranstaltungen und Feste genutzt werden kann. Der Altarraum ist seit 1996 geprägt von zwei Kunstwerken der Thüringer Künstlerin Elly-Viola Nahmmacher (1913–2000): der Dreifaltigkeitsplastik und dem Kreuz.
1989 erhielt das Melanchthonhaus eine Orgel, gebaut von Gerhard Böhm.
Die untere Etage dient der Kinder- und Jugendkirche. In der oberen Etage befinden sich ein Gemeinderaum und Wohnräume.

## Pastorinnen und Pfarrer
- Heinrich Elle: 1929–1957
- Gottfried Zollmann: 1957–1967
- Vakanzverwaltung: 1967–1969
- Gernot Friedrich: 1969–1987
- Ulrich Placke: 1987–2013
- Nina Spehr: seit 2013
- Nina Spehr, Johannes Bilz: seit 2019